# Welfenspeise
Welfenspeise ist eine zweischichtige Süßspeise, die aus einer weißen, gekochten Milch-Vanille-Creme besteht, unter die sehr steif geschlagener Eiweißschaum gehoben wird. Nach dem Erkalten kommt darüber eine gelbe Schicht von Weincreme aus geschlagenem Eigelb, Weißwein und etwas Zitronensaft.
Die Welfenspeise erhielt ihren Namen nach den Farben des Adelsgeschlechtes der Welfen (weiß / gelb) und gilt als kulinarische Spezialität aus Niedersachsen. Sie wurde von einem hannoverschen Koch erfunden und erstmals zum 200-jährigen Thronjubiläum des Herrscherhauses der Welfen serviert. Der Koch orientierte sich an den Farben des Welfenhauses – es entstand ein zweischichtiger Nachtisch: Milch-Vanille-Creme (weiß) mit einer Weinschaumhaube (gelb). Es wird gesagt, dass sie zum Lieblingsdessert von Kurfürst Ernst August zu Braunschweig und Lüneburg geworden sein soll.